# El gavilán pollero
El gavilán pollero es una película de comedia, drama y romance mexicana de 1951, escrita y dirigida por Rogelio A. Gonzálezy protagonizada por Pedro Infante, Antonio Badú y Lilia Prado.

## Trama
José Inocencio Meléndez, conocido como "El Gavilán", es un vagabundo empedernido, cuya novia de muchos años, Antonia (Lilia Prado), se ve envuelta en sus jugarretas. Cuando ella se cansa del mujeriego de José, toma todas sus ganancias de una carrera de caballos arreglada y lo abandona. José se roba el caballo y escapa, y se conoce con Luis (Antonio Badu), quien es un mal hablado, borracho y jugador y con quien establecerá una amistad sellada por un pacto de sangre. Luego de muchas aventuras, ellos llegan a la gran ciudad, donde el mambo está en furor, y quién sería la bailarina estrella del club La Sirena no es otra sino Antonia! Allí empieza una historia de manipulación y venganza en donde Antonia enfrentara a cada amigo en contra del otro.

## Reparto
- Pedro Infante como José Inocencio Meléndez "El Gavilán"
- Antonio Badú como Luis Lepe
- Lilia Prado como Antonia "La Gela"
- Ana María Villaseñor como Lucha
- Armando Arriola como Don Próspero
- Facundo Rivero como Conjunto (Facundo Rivero y su Conjunto)
- Gregorio Acosta como Hombre que pelea con José Inocencio (no acreditado)
- Víctor Alcocer como El Pachuco de Oro (no acreditado)
- Alfonso Alvarado como Mesero (no acreditado)
- Stephen Berne como Hombre en cantina (no acreditado)
- María Luisa Cortés como Cabaretera (no acreditado)
- José Luis Fernández como Hombre en cantina (no acreditado)
- Emilio Garibay como Alguacil (no acreditado)
- Salvador Godínez como Policía (no acreditado)
- Héctor Mateos (no acreditado)
- José Muñoz como Cantinero (no acreditado)
- José Pardavé como Borracho en cantina (no acreditado)
- Antonio Reyna (no acreditado)
- Fernando Torre Lapham como Doctor (no acreditado)